# Ponte a sbalzo

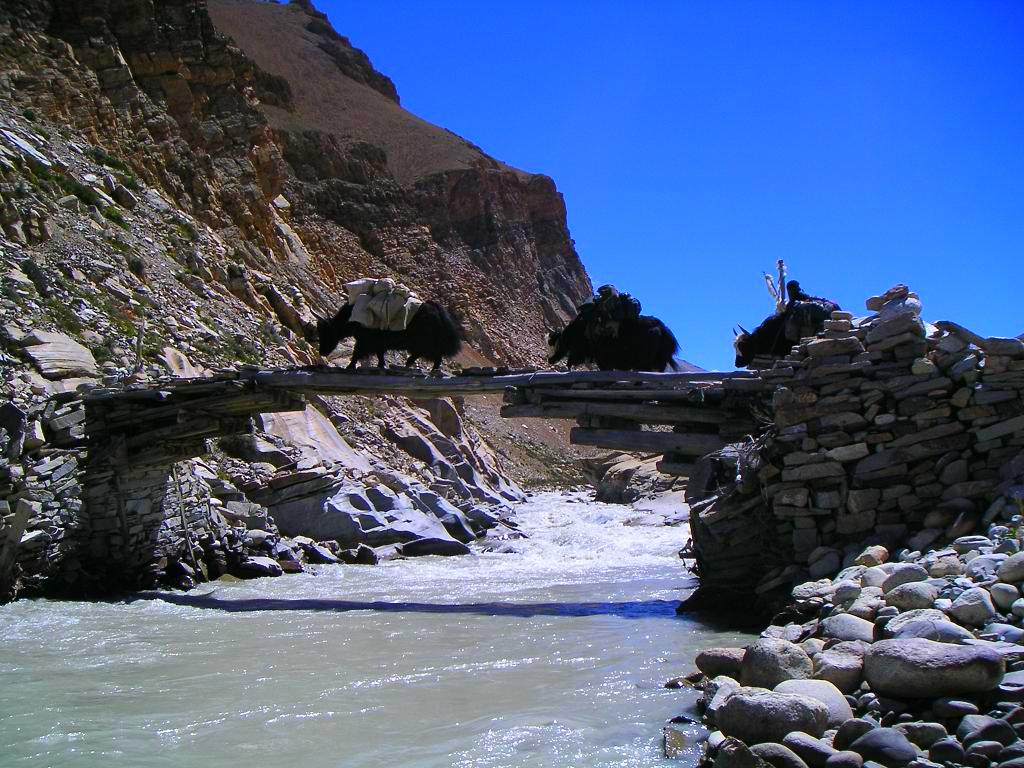
Ponte tibetano a sbalzo costruito in tronchi

Il ponte a sbalzo, detto anche a mensola, o in inglese a cantilever, è un tipo di ponte la cui struttura è basata sulle cosiddette travi a sbalzo. Una trave è definita a sbalzo quando è vincolata ad una sola estremità, costruendo, quindi, una campata unendone due poste alle estremità della struttura.

## Storia

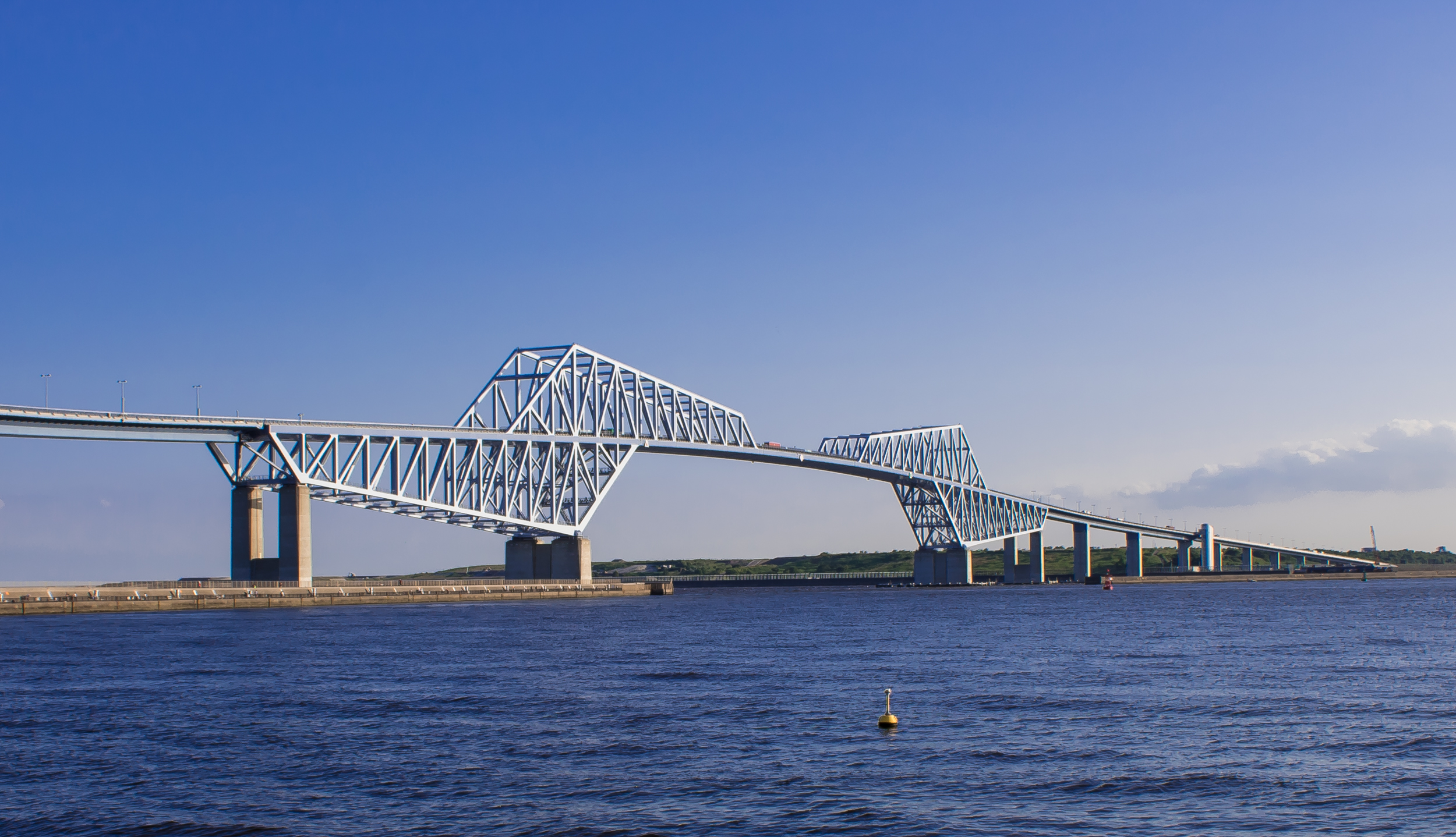
Tokyo Gate Bridge

I ponti a sbalzo hanno origini antiche e venivano inizialmente costruiti in legno per attraversare ostacoli come i fiumi. Si strutturavano su due semi-campate altamente vincolate alle estremità dell'ostacolo e reggendosi a vicenda con la pressione esercitata al centro, o con un'ulteriore trave (come nell'immagine del ponte tibetano) seguendo lo stesso principio dell'arco a mensola.
Nel XIX secolo in ingegneria si trovò un modo per calcolare più accuratamente la distribuzione delle forze nei ponti. Fu così che il tedesco Heinrich Gottfried Gerber progettò il Ponte di Hassfurt, costruito nel 1867 e, anche se lungo solo 38 m, considerato il primo ponte a sbalzo moderno. Una campata di queste nuove strutture è costituita principalmente da due pilastri, rispettivamente con una coppia di travi a sbalzo, in posizioni opposte facendosi da contrappeso. Le travi interne alla campata, poi, ampliano ulteriormente la luce tramite una struttura centrale, solitamente a capriata. Il peso di quest'ultima viene, però, compensato dalle travi più esterne, vincolate invece al suolo, a un altro pilastro, o con il peso di un'altra capriata. A reggere tutto ciò contribuisce una struttura metallica, che permette di trasferire le forze da un punto a un altro e bilanciando la struttura.
La rigidità di questi complessi tra fine '800 e inizio '900 risultava particolarmente utile per reggere pesi troppo alti, come nel caso di una ferrovia. Un ponte a sbalzo piuttosto famoso è il Forth Bridge in Scozia che, con campate lunghe 520 m, è stato il ponte più lungo del mondo dalla sua costruzione, avvenuta nel 1890, fino al 1917, quand'è stato superato dal Ponte del Quebec, in Canada, attualmente ancora il più lungo ponte a sbalzo del mondo. Ma, con l'evoluzione delle tecniche costruttive, nel corso del XX secolo si è passati a metodi diversi, come quelli a sospensione e strallato, a causa anche delle grandi quantità di materiali necessari per costruire tali intelaiature. Al giorno d'oggi, invece, i ponti a sbalzo sono costruiti in modo più semplice, in cemento armato precompresso e con due travi a sbalzo per campata, rette al centro dalla pressione esercitata a vicenda.

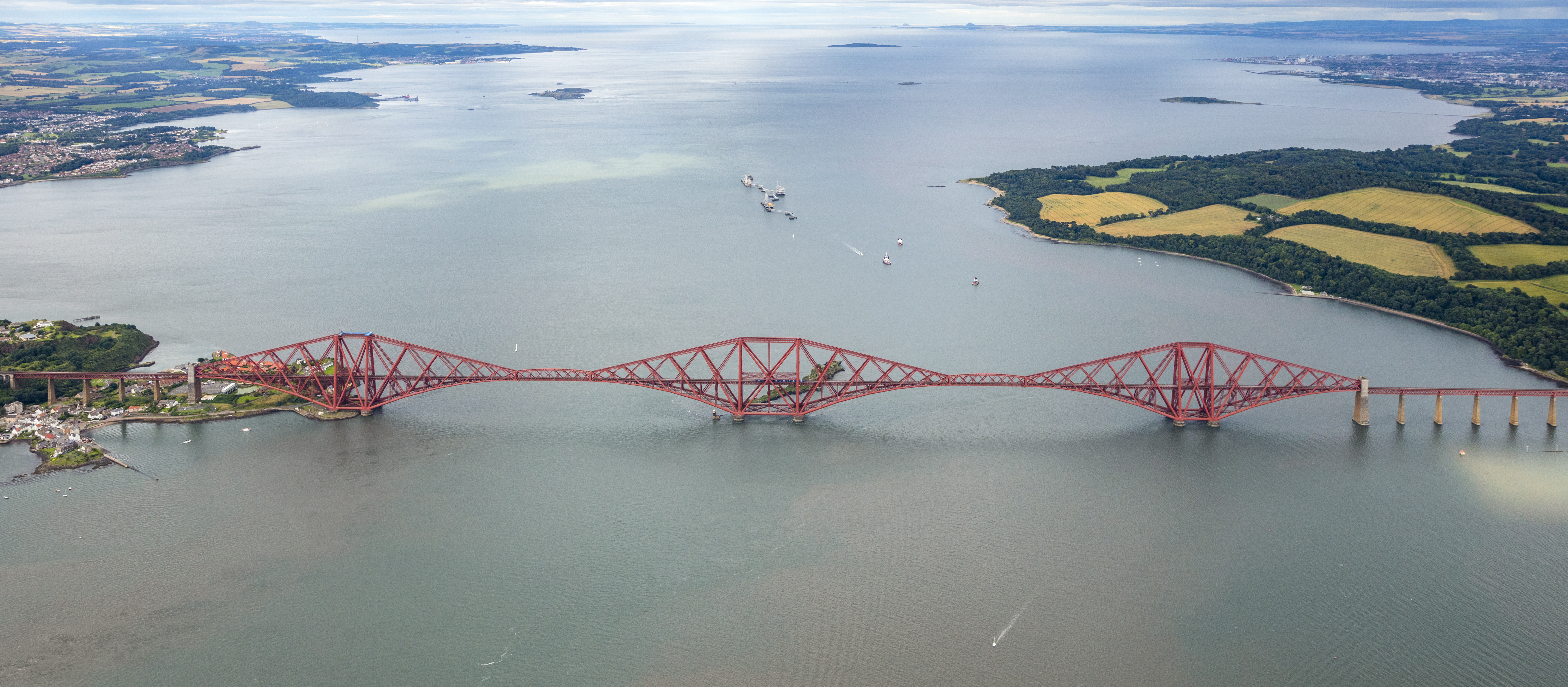
Forth Bridge
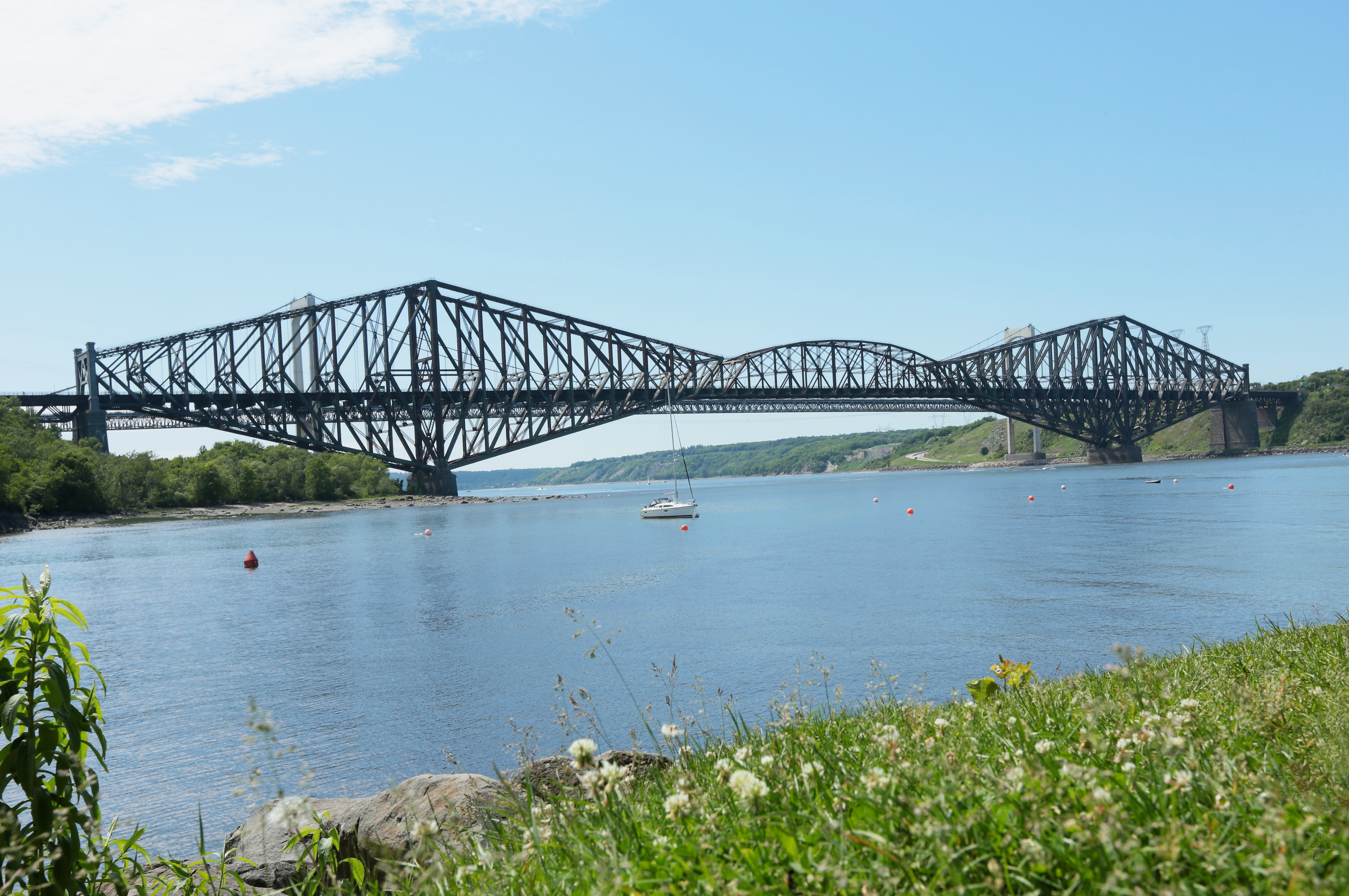
Ponte del Québec
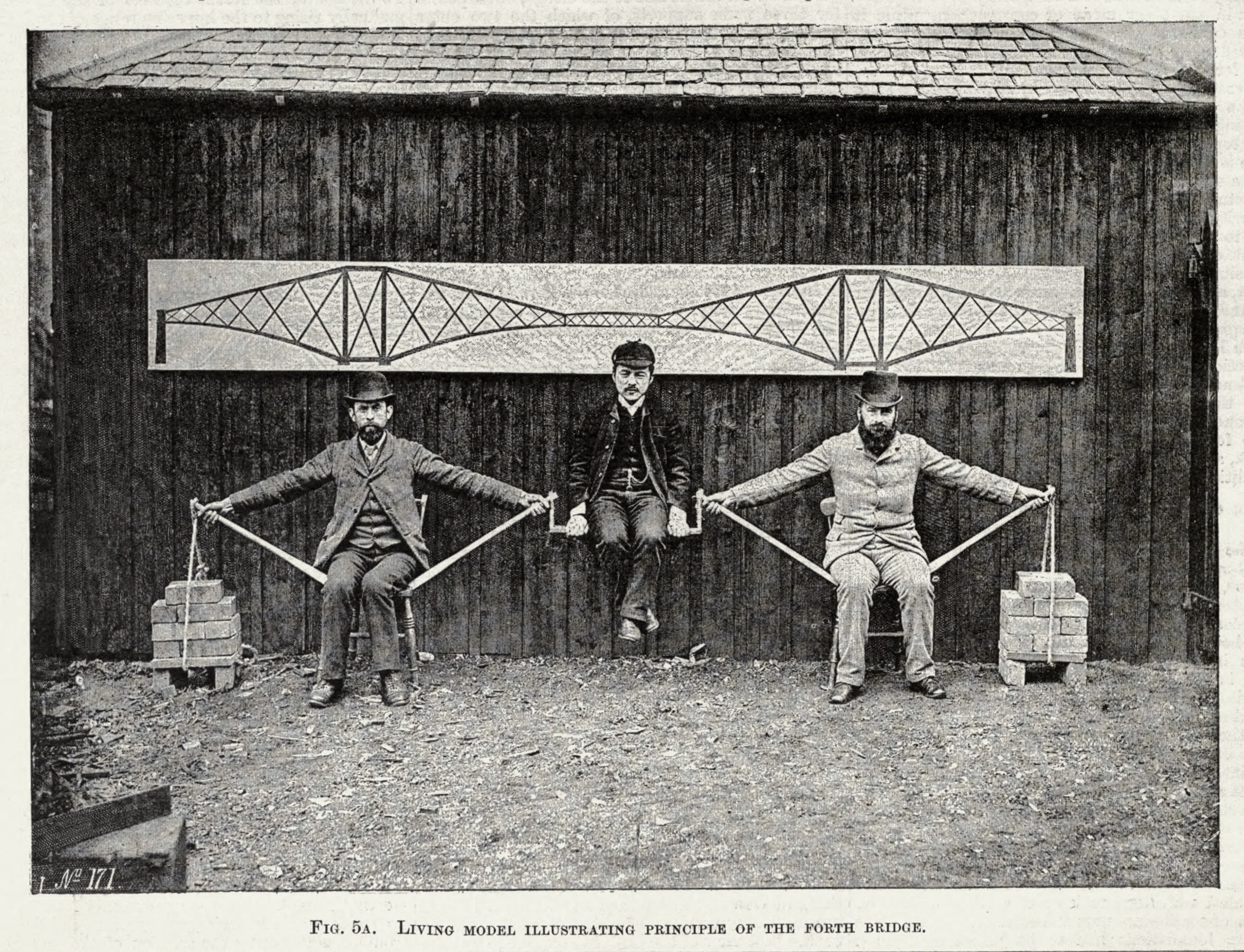
Schema raffigurante con tre persone la struttura a sbalzo
Schema del ponte di Hassfurt
Schema di un ponte a sbalzo senza capriata centrale
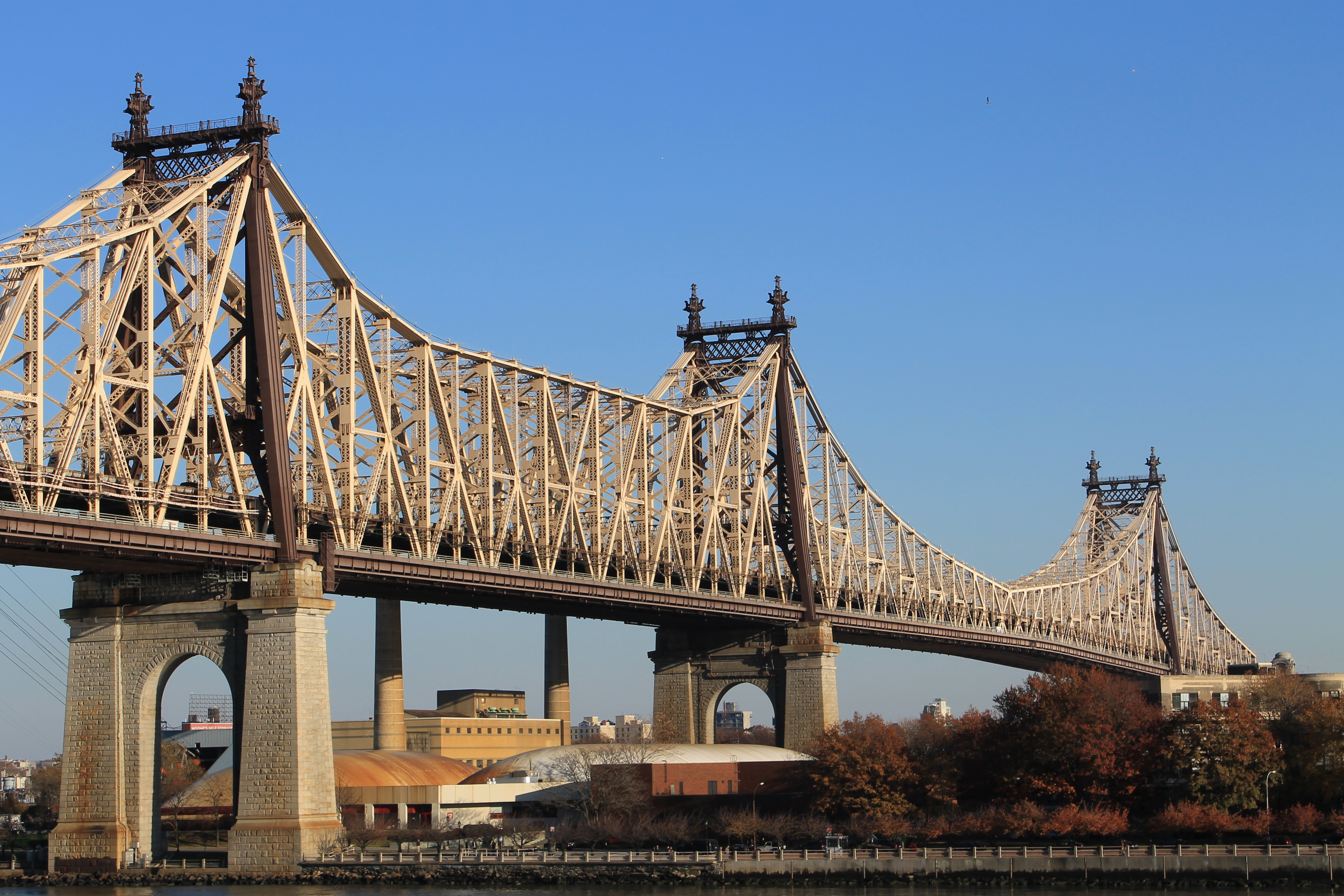
Ponte di Queensboro a New York City

### In Italia

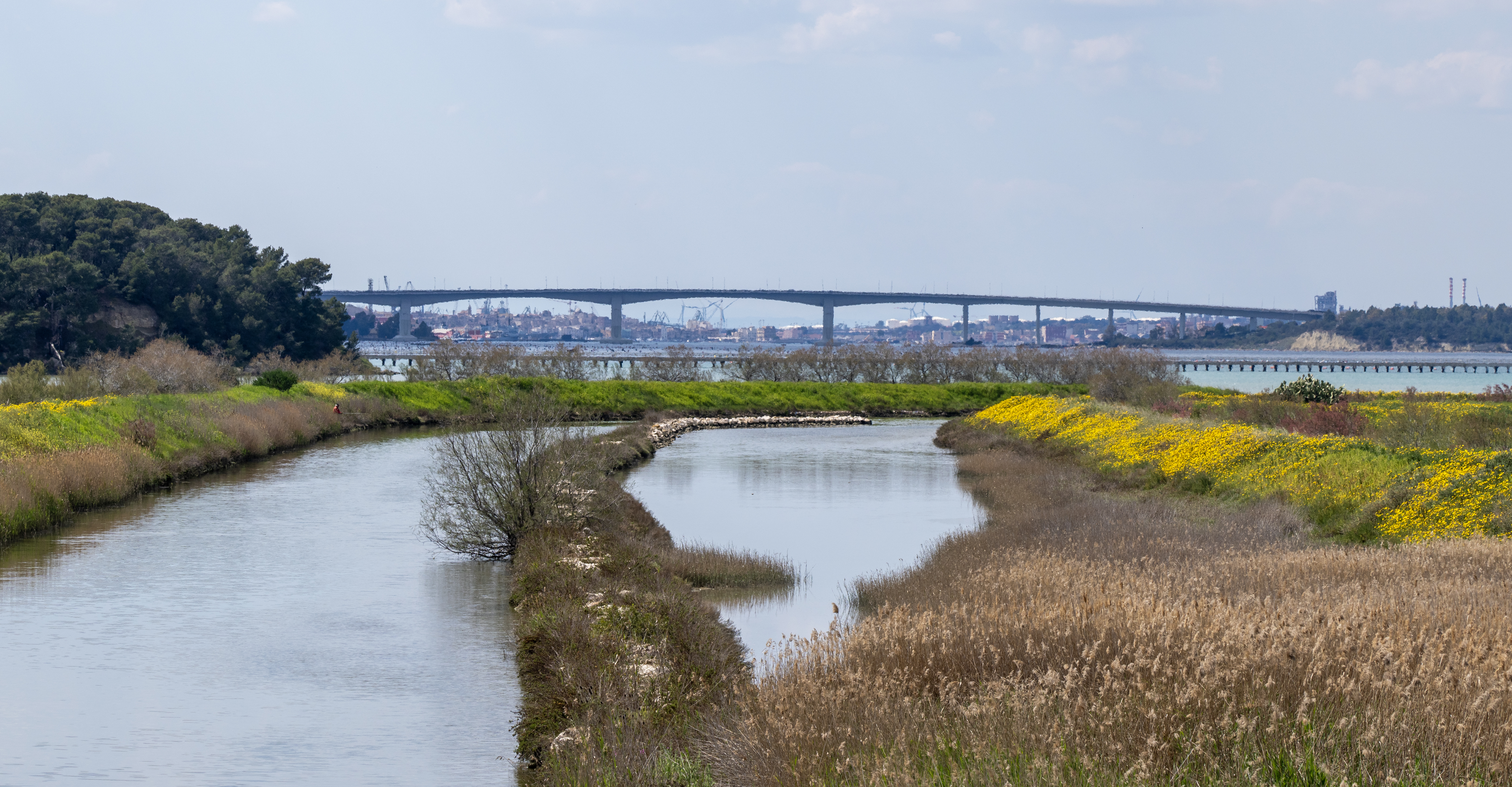
Ponte Punta Penna Pizzone

In Italia non sono presenti ponti a sbalzo "con intelaiatura metallica", al contrario di quelli in calcestruzzo armato precompresso, usato molto per viadotti ad esempio. Il più lungo ponte a sbalzo italiano è il Ponte Punta Penna Pizzone di Taranto, che con 14 campate arriva a una lunghezza totale di 1909 m.